# Stella del Nord (film)
Stella del Nord (Happy Landing) è un film del 1938 diretto da Roy Del Ruth.
È una commedia musicale e sportivo statunitense con Sonja Henie, Don Ameche e Jean Hersholt.

## Produzione
Il film, diretto da Roy Del Ruth su una sceneggiatura di Boris Ingster e Milton Sperling, fu prodotto da Darryl F. Zanuck per la Twentieth Century Fox Film Corporation e girato nei 20th Century Fox Studios a Century City, Los Angeles, California. I titoli di lavorazione furono Bread, Butter and Rhythm, Hot and Happy e Happy Ending.

## Colonna sonora
- Hot and Happy - scritta da Samuel Pokrass e Jack Yellen, cantata da Ethel Merman
- A Gypsy Told Me - scritta da Samuel Pokrass e Jack Yellen, cantata da Leah Ray e Don Ameche
- You Are the Music to the Words in My Heart - scritta da Samuel Pokrass e Jack Yellen, cantata da Ethel Merman
- Yonny and His Oompah - scritta da Samuel Pokrass e Jack Yellen, cantata da El Brendel
- You Appeal To Me - scritta da Walter Bullock e Harold Spina, cantata da Ethel Merman
- War Dance for Wooden Indians - scritta da Raymond Scott, cantata dal Raymond Scott Quintet

## Distribuzione
Il film fu distribuito con il titolo Happy Landing negli Stati Uniti dal 23 gennaio 1938 (première a New York il 21 gennaio) al cinema dalla Twentieth Century Fox Film Corporation.
Altre distribuzioni:
- in Danimarca il 14 marzo 1938 (En lykkelig landing)
- in Francia l'11 maggio 1938 (L'escale du bonheur)
- in Finlandia il 24 agosto 1938 (Tunturimaan tytär)
- in Portogallo il 7 novembre 1938 (Disse-me uma Cigana...)
- in Austria (Die Eiskönigin)
- in Germania (Die Eiskönigin)
- in Belgio (L'escale du bonheur)
- in Brasile (Feliz Aterrisagem)
- in Grecia (To asteri tou Vorra)
- in Italia (Stella del Nord)